# Yom jezik
Yom jezik (ISO 639-3: pil), nigersko-kongoanski jezik uže gurske skupine oti-volta, jedan od dva podskupine yom-nawdm koju čini s jezikom nawdm [nmz]. 
Yom se govori u beninskoj provinciji Atakora kod grada Djougou, oko 74 000 ljudi (Johnstone and Mandryk 2001). Poznat je i pod imenima kpilakpila, pila ili pilapila, što je i naziv za narod koji govori ovim jezikom.

## Vanjske poveznice
- Ethnologue (14th)
- Ethnologue (15th)